# C/2014 UN271
L'anomenat C/2014 UN271 (Bernardinelli-Bernstein) és un cometa provinent del núvol d'Oort amb un nucli excepcionalment gros, d'uns 100 km de diàmetre, descobert pels astrònoms Pedro Bernardinelli i Gary Bernstein en imatges d'arxiu del Dark Energy Survey. Quan fou descobert, l'octubre de 2014, es trobava a unes 29 ua (unitats astronòmiques, aproximadament 4.300.000.000 km) del sol, gairebé fins a l'òrbita de Neptú, i en la distància més llunyana que s'ha descobert un cometa. A final de juny del 2021 ja era a només 20,2 ua (uns 3.000.000.000 km) i es calcula que el gener de 2031 arribi al seu periheli, a 10,9 ua (uns 1.600.000.000 km), un xic més enllà de l'òrbita de Saturn. Hom calcula que l'afeli és a 55.000 ua, és a dir, a 0,9 anys llum lluny del Sol. El període orbital seria d'entre 3 milions i 4 milions d'anys.